# Carrier Air Wing Sixteen
16ème Escadre aérienne embarquée
Le Carrier Air Wing Sixteen ou CVW-16, était une escadre aérienne embarquée de l'US Navy. Il a été créé sous le nom de Carrier Air Group Sixteen le 1er septembre 1960. Il est devenu Carrier Air Wing Sixteen le 20 décembre 1963 et a été dissout le 30 juin 1971. Il servit à bord de l'USS Oriskany (CVA-34) de 1962 à 1968, où il subit de lourdes pertes lors de la campagne 1967-1968 de la guerre du Vietnam.

## Historique
Le Carrier Air Wing 16 a effectué trois déploiements avec l'USS Oriskany :
- Avril 1965 - Décembre 1965
- Mai 1966 - Novembre 1966
- Juin 1967 - Janvier 1968

Le dernier déploiement du CVW-16 a été effectué avec l'USS Ticonderoga (CV-14) (Février à septembre 1969).
Lors du second déploiement, l'USS Oriskany a subi un incendie, nécessitant un retour aux USA pour réparation.
Au cours de l'Opération Rolling Thunder, durant le troisième déploiement, le CVW-16 a subi les taux de perte les plus élevés de toutes les unités de l'aviation navale pendant la guerre du Vietnam. Au cours de trois croisières distinctes sur l'USS Oriskany CVA-34, les escadrons aériens ont été continuellement soumis à des pertes élevées. Les pires pertes ont été subies lors du déploiement de juin 1967 à janvier 1968. Pendant 122 jours de combat, l'USS Oriskany a perdu la moitié des avions qui lui étaient assignés et le tiers de ses pilotes. Au total, vingt aviateurs ont été tués ou portés disparus au combat, sept ont été faits prisonniers de guerre et 39 avions ont été perdus. 

### Les unités subordonnées
| Code              | Insigne | Escadron                                                     | Surnom               | Aéronef                | Déploiement                         |
| ----------------- | ------- | ------------------------------------------------------------ | -------------------- | ---------------------- | ----------------------------------- |
| VMFA-212          |         | Marine Strike Fighter Squadron 212 (VMFA-212 (en))           | Lancers              | Vought F-8 Crusader    | 1er (Oriskany)                      |
| VF-111            |         | Fighter Squadron 11 (VF-111 (1956-1995) (en))                | Sundowners           | Vought F-8 Crusader    | 2 et 3 (Oriskany) 4 (Ticonderoga)   |
| VF-162            |         | Fighter Squadron 162 (VF-162 (en))                           | Hunters              | Vought F-8 Crusader    | 1,2 et 3 (Oriskany) 4 (Ticonderoga) |
| VA-163            |         | Attack Squadron 163 (VA-163 (U.S. Navy) (en))                | Saints               | Douglas A-4 Skyhawk    | 1,2 et 3 (Oriskany)                 |
| VA-164            |         | Attack Squadron 164 (VA-164 (U.S. Navy) (en))                | Ghostriders          | Douglas A-4 Skyhawk    | 1,2 et 3 (Oriskany)                 |
| VA-152            |         | Attack Squadron 152 (VA-152 (U.S. Navy) (en))                | Mavericks            | Douglas A-1 Skyraider  | 1,2 et 3 (Oriskany)                 |
| VFA-25            |         | Strike Fighting Squadron 25 (VFA-25 (en))                    | Fist of the Fleet    | LTV A-7 Corsair II     | 4 (Ticonderoga)                     |
| VFA-87            |         | Strike Fighting Squadron 87 (VFA-87)                         | Golden Warriors      | LTV A-7 Corsair II     | 4 (Ticonderoga)                     |
| VA-112            |         | Attack Squadron 112 (VA-112 (U.S. Navy) (en))                | Broncos              | Vought A-7 Corsair     | 4 (Ticonderoga)                     |
| VAH-4 (Dét. G)    |         | Tactical Electronic Warfare Squadron 131 (VAQ-131)           | Lancers              | Douglas A-3 Skywarrior | 1,2 et 3 (Oriskany)                 |
| VAW-11 (Dét. G)   |         | Carrier Airborne Early Warning Squadron 11 (VAW-11)          | Early Elevens        | Grumman E-1 Tracer     | 1,2 et 3 (Oriskany)                 |
| VAW-13 (Dét. G)   |         | Electronic Attack Squadron 130 (VAQ-130)                     | Zappers              | Douglas A-1 Skyraider  | 1 (Oriskany)                        |
| VAW-111 (Dét. 14) |         | Carrier Airborne Early Warning Squadron 11 (VAW-11)          | Grey Berets          | Grumman E-1 Tracer     | 4 (Ticonderoga)                     |
| VFP-63            |         | Photographic Reconnaissance Squadrons Light 63 (VFP-63 (en)) | Eyes of the Fleet    | Vought F-8 Crusader    | 1.2 et 3 (Oriskany) 4 (Ticonderoga) |
| VAQ-130           |         | Tactical Electronic Warfare Squadron 130 (VAQ-130)           | Zappers              | Douglas A-3 Skywarrior | 4 (Ticonderoga)                     |
| HC-1              |         | Helicopter Combat Support Squadron 1 (HC-1 (en))             | Pacific Fleet Angels | Sikorsky SH-3 Sea King | 1.2 et 3 (Oriskany) 4 (Ticonderoga) |